# Mejlø
Mejlø er en ø i det fladvandede område kaldet Lillestrand syd for Korshavn på det nordlige af Hindsholm, ca. 15 km nordvest for Kerteminde og 25 km nordøst for Odense. Mejlø er blevet beskrevet som den første ø i ”De Danskes Land” af Achton Friis.
Mejlø er med 40 hektar og en kystlinie på 5 km den største af 6 øer i Korshavn, de andre øer er Bogø, Vejlø, Vejlø Kalv, Enø og Ægø. Mejlø blev dannet i istiden og er en såkaldt top-ø. I dag fremstår den som en kuperet moræneø med klinter mod vest og kalkoverdrev. Mejløs flora er beskrevet meget detaljeret. 
Mejlø er den mest artsrige ø af de ubeboede områder ved Fyn med 80 forskellige ynglende fuglearter. Mejlø er nu et vildtreservat som bestemt af Landbrugsministeriet, hvor hunde er forbudt, og hvor færdsel er forbudt i perioden fra 1. april til og med 15. juli. 
Der er spor efter stenalderboplads i vandet nord for Mejlø.